# Шамокша (деревня)
Шамокша — деревня в Лодейнопольском городском поселении Лодейнопольского района Ленинградской области.

## История
Деревня Шамекша упоминается на карте Санкт-Петербургской губернии А. М. Вильбрехта 1792 года.

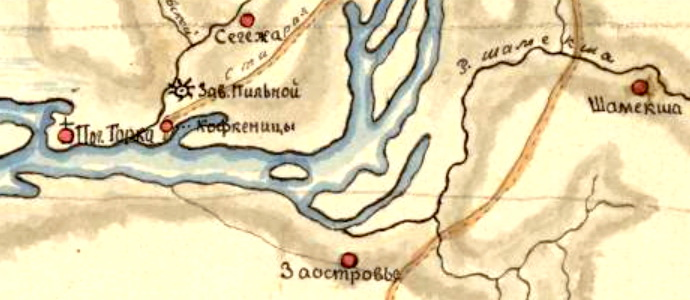
Деревня Шамокша на плане уезда 1818 года

Согласно плану западной части Лодейнопольского уезда 1818 года деревня также называлась Шамекша.
Затем как деревня Шамокша она упоминается на карте Санкт-Петербургской губернии Ф. Ф. Шуберта 1844 года.

ШАМАКША — село при речке Шамакше, число дворов — 20, число жителей: 59 м. п., 69 ж. п.; Часовня православная . (1879 год)

Сборник Центрального статистического комитета описывал её так:

ЗАМЕКША (ШАМЕКША) — деревня бывшая государственная при речке Шамекше, дворов — 21, жителей — 118; часовня, лавка, 4 постоялых двора. (1885 год)

Деревня относилась к Каномской волости Лодейнопольского уезда Олонецкой губернии.

ШАМЯКША — деревня при реке Шамякше, население крестьянское: домов — 36, семей — 33, мужчин — 103, женщин — 107, всего — 210; некрестьянское: домов — 1, семей — 1, мужчин — 1, женщин — 1; лошадей — 39, коров — 52, прочего — 160. Школа. (1905 год)

В конце XIX — начале XX века деревня административно относилась к Заостровской волости 1-го стана Лодейнопольского уезда Олонецкой губернии.
С 1917 по 1922 год деревня входила в состав Горского сельсовета Заостровской волости Лодейнопольского уезда Олонецкой губернии.
С 1922 года в составе Ленинградской губернии.
С февраля 1927 года в составе Луначарской волости. С августа 1927 года в составе Заостровского сельсовета Лодейнопольского района.
Согласно карте Ленинградской области Северо-западного аэрогеодезического треста ГГУ издания 1932 года деревня называлась Шамакша и насчитывала 30 крестьянских дворов.
По данным 1933 года деревня называлась Шамакша и входила в состав Заостровского сельсовета Лодейнопольского района.
В 1939 году население деревни составляло 300 человек.

Деревня Шамокша на карте 1943 года

В 1961 году население деревни составляло 144 человека.
По данным 1966 и 1973 годов деревня Шамокша также входила в состав Заостровского сельсовета.
По данным 1990 года деревня Шамокша являлась административным центром Заостровского сельсовета, в который входили 8 населённых пунктов общей численностью населения 779 человек. В самой деревне Шамокша проживали 677 человек.
В 1997 году в деревне Шамокша Шамокшинской волости проживали 726 человек, в 2002 году — 751 человек (русские — 93 %), деревня являлась административным центром волости.
В 2007 году в деревне Шамокша Лодейнопольского ГП проживали 755 человек.

## География
Деревня расположена в северной части района на автодороге Р21 (E 105) «Кола» (Санкт-Петербург — Петрозаводск — Мурманск).
Расстояние до административного центра поселения — 13 км. Расстояние до районного центра — 18 км.
Расстояние до ближайшей железнодорожной платформы Шамокша (229 км) — 3 км.
Деревня находится на левом берегу реки Шамокша.

## Демография
| 1879 | 1885 | 1905 | 1939 | 1961 | 1990 | 1997 |
| ---- | ---- | ---- | ---- | ---- | ---- | ---- |
| 128  | ↘118 | ↗212 | ↗300 | ↘144 | ↗677 | ↗726 |
| 2007 | 2010 | 2017 |      |      |      |      |
| ↗755 | ↘679 | →679 |      |      |      |      |

Национальный состав
Согласно данным Всероссийской переписи населения 2021 года в деревне проживали 498 человек, из них русские — 289 , белорусы — 4, карелы — 4, татары — 4, цыгане — 4, армяне — 2, украинцы — 2, коми — 1, узбеки — 1, финны — 1, другие национальности — 12 человек, остальные национальность не указали.

## Улицы
Сельская.